# Jan Szydłowiecki
Jan Szydłowiecki herbu Odrowąż (ur. 1451/1452, zm. 1528) – syn Stanisława Szydłowieckiego i Barbary ze Starosielskich, brat Katarzyny, Jakuba, Stanisława i Stanisława.

## Życiorys
W 1468 roku zapisał się na uniwersytet w Krakowie, a potem pełnił funkcję proboszcza w parafii Wysoka, a także pełnił godność scholastyka katedry sandomierskiej.
W Księdze Rodowej Szydłowieckich jest tylko wzmianka na jego temat i nie ma jego portretu.
Zmarł w 1528 roku i prawdopodobnie został pochowany w parafii Wysoka.